# 谷孫六
谷 孫六（たに まごろく、1889年（明治22年）1月12日 - 1936年（昭和11年）11月17日）は、日本の経済著述家。本姓名は矢野正世。俳号は不孤庵有隣。ほかに矢野錦浪、矢野きん坊とも。母方の曾祖父に谷孫六という人がいて、これを筆名とした。

## 概要
1889年（明治22年）に茨城県北相馬郡野木崎村（現・守谷市野木崎）に生まれる。父孝輔は、下総国野木崎村根崎（現:守谷市野木崎字根崎）の横瀬家に生まれ、吉田家の嗣子となり、｢有隣｣、｢不狐庵｣、｢四時庵｣などの俳号を持っていた人物で、母は旧姓矢野と言った。その2人の息子吉田正世として生を受ける。
小学校4年生になると句集｢やまびこ｣に感想を投稿して好評を得るなど、子供の頃より文学の資質があり、高等科に入ると2年目には2階級特進で第4学年へと編入された。1905年（明治38年）には、母の生家である矢野家の養子に迎えられ、矢野正世として同家を相続。1909年（明治42年）1月には吉原倫子と結婚し、1女をもうける。
その頃、父孝輔は高野村大字乙子（現:守谷市乙子）にて製糸工場を営んでいたが経営不振に陥り、正世も生家の家業である菓子業を営んでいたが、同じく経営不振に陥っていた。父孝輔が正世の前途を憂い、東京市で家運の挽回を図るべきであると勧めたことにより、1911年（明治44年）に小石川区白山前（現:文京区）の義兄滝沢慎作（新聞社｢万朝報｣の社会部長）方へ下宿する。その後ガス工事の人夫等をしながら生活し、1913年（大正2年）に東京毎夕新聞社に入社。編輯、営業を経て、庶務部長、外交部長、地方通信部長、編輯局長、営業局長となり、1921年（大正10年）には副社長兼支配人に上り詰めた。1919年（大正8年）から翌1920年（大正9年）ごろは川柳に興味を持ち、｢矢野錦浪｣と名乗って雑誌｢きん坊｣を発行。文芸雑誌｢白羽｣なども主宰した。
東京毎夕新聞社営業局長の頃は芝区三田四国町（現:港区三田）の邸宅に住み、後の文豪吉川英治と親交を交わしたほか、東京毎夕新聞社に推薦し、家庭部、学芸部に所属させた。
1926年（大正15年）1月には東京毎夕新聞社を退社し、読売新聞社の営業部長となった。経済に関する著書が名を轟かすようになった1931年（昭和6年）1月には新聞業界から身を引き、花王石鹸本舗長瀬商会の常務取締兼支配人となり、同商会主宰の家庭科学研究所の所長を兼務する。1935年（昭和10年）6月には病気を理由に退社し、京橋区宝町（現:中央区京橋）の斉藤ビル内において財務経済に関するコンサルタント業務を開始したが、翌1936年（昭和11年）11月17日に48歳でこの世を去った。また、晩年には雑誌「財の教」を創刊し、この経営に尽くした。

## 著書
著書は経済に関するものが多く、一攫千金の夢を実現させるストーリーものが多い。
- 岡辰押切帳
- 孫六銖話
- 貨殖全集
- 岡辰大福帳
- 黄金街を行く
- 宣伝時代
- 金脈太閤記
- 財界診断術
- 儲けた人々
- 新商売往来
- 貨殖百物語
- 壹万円物語
- 新投資術
- 新混同秘策
- 神算鬼謀術
- 千人力物語
- 逆説法（1935年）
- 着眼の天才（1935年）
- 岡辰式絶好のチャンス（1935年）
- 世渡り秘訣十ヶ条（1935年）